# Lopatina
Lopatina (570 m) – szczyt pasma górskiego Jaworniki w Zewnętrznych Karpatach Zachodnich, na Słowacji.
Lopatina znajduje się na południowo-wschodnim krańcu Jaworników, w wielkim zakolu rzeki Wag, do której opada jej stok wschodni. Wznosi się w końcowej części długiego grzbietu, odchodzącego w szczycie Malý Javorník od głównego grzbietu Jaworników w kierunku południowo-wschodnim i rozdzielającego doliny Papradnianki (po stronie północno-wschodniej) oraz Marikovskiego potoku (po stronie południowo-zachodniej). Szczyt mało wybitny, całkowicie porośnięty lasem.
Z punktu widzenia turystyki istotnym miejscem jest płytka (530 m n.p.m.) przełęcz ok. 400 m na południe od wierzchołka (występuje również pod oznaczeniem Lopatina). Wyprowadzają na nią dwa szlaki turystyczne, które następnie wspólnie prowadzą w kierunku północnym, omijając wierzchołek góry od strony zachodniej:
  Powaska Bystrzyca (Orlove, zamok) – Lopatina – przełęcz Klapy. Odległość 5,7 km, suma podejść 315 m, suma zejść 110 m, czas przejścia 1:40 godz.
  Powaska Bystrzyca (Powažské Podhradie) – Lopatina. Odległość 1,7 km, suma podejść 245 m, czas przejścia 45 min.